# Matsudono Moroie
Matsudono Moroie (松殿 師家?   12 de julio de 1172 - 11 de noviembre de 1238) fue un kugyō (cortesano japonés que vivió a finales de la era Heian y comienzos de la era Kamakura. Fue el tercer hijo de Fujiwara no Motofusa (conocido también como Matsudono Motofusa), y tuvo como hermanastros al regente Fujiwara no Tadataka, y a los monjes budistas Gyōi y Jitsuon.

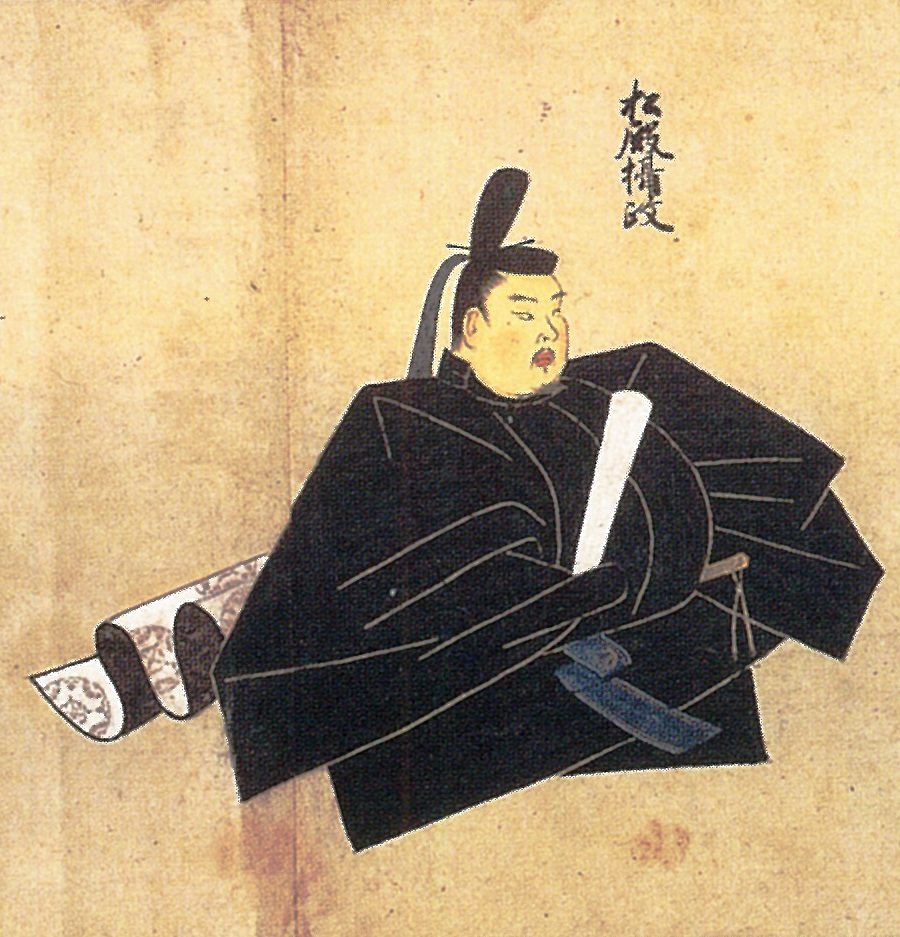
Retrato de Matsudono Moroie

A pesar de no ser el primer hijo de Motofusa, a Moroie se le dio un trato especial ya que su madre pertenecía a la familia Kazan'in, familia que tanto para el Retirado Emperador Go-Shirakawa y Taira no Kiyomori, líder del clan Taira, ambos en una disputa política, lo veían como un miembro apto para mantener un balance en el poder. 
En 1178 ingresó a la corte imperial con el rango shōgoi inferior y poco después promovido al rango jushii. En 1179 se le nombró vicegobernador de la provincia de Harima, ascendió al rango shōshii, jusanmi y shōsanmi, y por último fue promovido a gonchūnagon, a pesar de ser un niño. Es por ello, que Motofusa (en ese entonces regegente) intercedió para actuar en nombre de Moroie, pero para Taira no Kiyomori fue visto como una irrupción (Kiyomori desagradaba a Motofusa, quien se había aliado con el Retirado Emperador Go-Shirakawa), y éste provocó el golpe Jishōsannen, ese mismo año, que inhabilitó a Go-Shirakawa y a sus aliados, incluyendo Motofusa (quien perdió la regencia y por ende Moroie no pudo continuar en su cargo). Esto fue uno de los desencadenantes de las Guerras Genpei.
En 1183, con la huida del clan Taira de Kioto, y la entrada de Minamoto no Yoshinaka a la capital, fue visto por Motofusa como una oportunidad de recuperar el poder, por lo que puso a una de sus hijas como esposa de Yoshinaka, a cambio de que Moroie obtuviera un cargo administrativo. Moroie inicialmente fue nombrado gondainagon pero a las semanas fue nombrado sesshō (regente) del Emperador Antoku, líder del clan Fujiwara y naidaijin. También sería ascendido al rango junii, y un mes después al rango shōnii.
No obstante a comienzos de 1184, los samuráis Minamoto no Noriyori y Minamoto no Yoshitsune (primos de Yoshinaka), combatieron a su primo en la Batalla de Awazu y lo asesinaron. Esto trajo como consecuencia la pérdida del poder de Motofusa, y la renuncia de Moroie de todos los cargos que tenía.
Casi nada se sabe de lo que ocurrió después a Moroie, en 1132 se convirtió en monje budista (shukke) y falleció en 1238.